# Läkemedelsförmån
Med läkemedelsförmån avses i Sverige att vissa läkemedel kan förskrivas med subvention. När patienten köper läkemedlet på apotek så ingår läkemedlets kostnad i högkostnadsskyddet för läkemedel. Detta innebär att man betalar högst 2 350 kronor per 12-månadersperiod för läkemedel inom förmånen, enligt en särskild rabattrappa.
Vilka läkemedel som ingår i läkemedelsförmånen beslutas av Tandvårds- och läkemedelsförmånsverket. För att se om ett enskilt läkemedel är subventionerat kan man använda FASS. Information om förmån visas längst upp till höger i presentationen. Följande begrepp används:
- Förmån, F. Ingår i högkostnadskyddet om förskrivaren markerat detta på receptet.
- Ej förmån, EF. Ingår inte i högkostnadsskyddet.
- Förmånsbegränsning, (F). Läkemedelsförmånsnämnden har angett villkor för att patientens kostnad ska ingå i högkostnadsskyddet. Till exempel måste man ha förhöjt BMI för att få bantningsläkemedel subventionerade. Villkoren står beskrivna längst upp i Patient-Fass och Fass-texten.

Läkemedel till djur ingår inte i läkemedelsförmånen.